# آقای جونز (فیلم ۱۹۹۳)
آقای جونز (به انگلیسی: Mr. Jones) فیلمی محصول سال ۱۹۹۳ و به کارگردانی مایک فیگیس است. در این فیلم بازیگرانی همچون ریچارد گی‌یر، لنا اولین، آن بنکرافت، تام ایروین، دلروی لیندو، لورن تام، بروک آلتمن و آلبرت هندرسون ایفای نقش کرده‌اند.